# Лептоцефал
Лептоцефалът (leptocephalus – в превод „тънка глава“) е плоската и прозрачна ларва на змиоркоподобни, морските змиорки и други членове на надразред Змиоркоподобни (Elopomorpha). Това е една от най-разнообразните групи същински костни риби, съдържаща 801 вида в 4 реда, 24 семейства и 156 рода. Смята се, че тази група е възникнала през периода Креда преди повече от 140 милиона години.
Рибите с лептоцефален ларвен стадий включват най-познатите змиорки като conger, муренови и градинска змиорка, както и членове на семейство Anguillidae, плюс над 10 други семейства от по-малко известни видове морски змиорки. Всичко това са истински змиорки от разред Anguilliformes. Лептоцефалите от осем вида змиорки от Южния Атлантически океан са описани от Meyer-Rochow.
Рибите от останалите четири традиционни реда на змиоркоподобни риби, които имат този тип ларви, са по-разнообразни по форма на тялото си и включват tarpon, albula vulpes, spiny eel, pelican eel и дълбоководните видове като cyema atrum и notacanthidae последният с гигантски подобни на лептоцефали ларви.